# NGC 5185
NGC 5185 је спирална галаксија у сазвежђу Девица која се налази на NGC листи објеката дубоког неба.
Деклинација објекта је + 13° 24' 58" а ректасцензија 13h 30m 2,2s. Привидна величина (магнитуда) објекта NGC 5185 износи 13,6 а фотографска магнитуда 14,4. Налази се на удаљености од 123,407 милиона парсека од Сунца. NGC 5185 је још познат и под ознакама UGC 8488, MCG 2-34-25, CGCG 72-104, PGC 47422.